# Coronis (geslacht)
Coronis is een geslacht van kreeftachtigen uit de klasse van de Malacostraca (hogere kreeftachtigen).

## Soort
- Coronis scolopendra Latreille, 1828